# Rio Gebba
O rio Gebba é um curso de água do sudoeste da Etiópia. É um afluente do rio Baro, que na prática nasce quando o Gebba se junta com o rio Birbir nas coordenadas geográficas 8° 14'28 "N 34° 57'39 "E.